# إنتر ميلان موسم 2010–11
كان موسم 2010–11 هو الموسم الـ102 في تاريخ نادي إنتر ميلان لكرة القدم والموسم الـ95 على التوالي في دوري الدرجة الأولى الإيطالي لكرة القدم.
شارك الفريق في الدوري الإيطالي ودوري أبطال أوروبا وكأس إيطاليا، بصفته حامل لقب كل هذه المسابقات. فاز إنتر ميلان بكأس السوبر الإيطالي ضد روما، وكأس العالم للأندية ضد تي بي مازيمبي، وكأس إيطاليا ضد باليرمو، لكنه خسر كأس السوبر الأوروبي أمام أتلتيكو مدريد.